# Rodolfo Cota
Rodolfo Cota Robles (* 3. August 1987 in Mazatlán, Sinaloa) ist ein mexikanischer Fußballspieler auf der Position des Torwarts.

## Laufbahn

### Vereine
Seit Beginn seiner Profikarriere steht Cota beim CF Pachuca unter Vertrag, bei dem er zwar in der Apertura 2007 der höchsten mexikanischen Spielklasse fünf Einsätze absolvierte, ansonsten jedoch meistens auf der Ersatzbank Platz nehmen musste oder nur für dessen unterklassige Farmteams zum Einsatz kam. So spielte er zwischen 2008 und 2010 für die Universidad del Fútbol, mit der er dreimal die Meisterschaft der drittklassigen Segunda División feiern konnte.
Seit Ende 2010 gehörte Cota zum festen Kader der Erstligamannschaft des CF Pachuca und war in den anderthalb Jahren von Anfang 2012 bis Mitte 2013 sogar Stammtorhüter der Tuzos.
Für die Saison 2014/15 wurde er an den Puebla FC ausgeliehen, mit dem er den Pokalwettbewerb der Clausura 2015 gewann. Auf dem Weg zu diesem Erfolg kam er jedoch lediglich einmal (in einem Gruppenspiel, das 0:3 gegen Monarcas Morelia verloren wurde) zum Einsatz. Gleich in seiner nächsten Halbsaison erreichte er mit seinem neuen Verein CD Guadalajara (der zuvor im Finale dem Puebla FC unterlegen war) das Finale der Apertura 2015 gegen seinen späteren Arbeitgeber Club León, in dem diesmal Cota zwischen den Pfosten stand und somit maßgeblichen Anteil am 1:0-Erfolg seiner Mannschaft hatte. 
In der Clausura 2017 gewann Cota mit dem CD Guadalajara die mexikanische Fußballmeisterschaft. Dreieinhalb Jahre später konnte er diesen Triumph mit seinem neuen Verein Club León im Torneo Guard1anes 2020 wiederholen.

### Nationalmannschaft
Bei der U-20-Fußball-Weltmeisterschaft 2007 in Kanada gehörte Cota zum WM-Kader der mexikanischen U-20-Nationalmannschaft und bestritt das Gruppenspiel gegen Neuseeland (2:1) am 8. Juli 2007.
Sein erstes Länderspiel für die A-Nationalmannschaft absolvierte Cota am 1. Juni 2017 beim 3:1-Sieg gegen Irland.

## Erfolge
- Mexikanischer Meister: Clausura 2017, Torneo Guard1anes 2020
- Mexikanischer Pokalsieger: Clausura 2015, Apertura 2015
- Meister der Segunda División: Clausura 2009, Apertura 2009, Bicentenario 2010